# 人間環境宣言
人間環境宣言（にんげんかんきょうせんげん、Declaration of the United Nations Conference on the Human Environment）は、1972年にスウェーデンのストックホルムで開催された国際連合人間環境会議（ストックホルム会議）において採択された共通見解7項の前文と共通の信念26原則から成る宣言。国際会議で初めての環境保全に関する取組みであり、人間環境の保全と向上に関し、世界の人々を励まし、導くため共通の見解と原則が定められている。ストックホルム宣言とも呼ばれる。　
環境保全には具体的な取決めが必要になるが、先進国は開発を抑え環境保護を優先することを主張し、途上国は貧困及び低開発ゆえの環境問題であるから開発優先と援助の増強を主張した。先進国と途上国の対立、いわゆる南北問題を発生しつつ採択された文書である。
同宣言は国際環境法の基本文書とされており、1985年のオゾン層の保護のためのウィーン条約、1992年の国連地球サミットにおける環境と開発に関するリオ宣言や気候変動枠組条約などに再録されている。